# 鄭予舜
鄭予舜（1990年—），台灣影視美術工作者，曾獲金鐘獎戲劇類節目美術設計獎。

## 簡歷
鄭予舜畢業於銘傳大學廣播電視學系。2010年代進入影視業，曾參與戲劇、電影、廣告製作，約在2014年涉足美術範疇，2015年起開始擔任劇集、電影美術指導。
曾分別以公視新創電影《訪客》、影集《我願意》入圍第56、58屆金鐘獎的美術設計獎項，直至2024年在第59屆金鐘獎憑《商魂》首奪「戲劇類節目美術設計獎」。

## 參與作品

### 電影
| 公映年份 | 作品名稱             | 職務     | 備註       |
| -------- | -------------------- | -------- | ---------- |
| 2013     | 撒嬌女人最好命       | 製片組   |            |
| 2015     | 念念                 | 製片助理 |            |
| 2019     | 愛上卡夫卡           | 美術設計 | 2016年製作 |
| 2019     | 樂獄                 | 美術設計 | 2017年製作 |
| 2019     | 第九分局             | 美術設計 |            |
| 2019     | 我的靈魂是愛做的     | 美術指導 |            |
| 2021     | 生而為人             | 美術指導 |            |
| 2022     | 女鬼橋2：怨鬼樓      | 美術指導 |            |
| 2024     | 角頭—大橋頭          | 美術指導 |            |
| 2024     | 為我辦一場西式的喪禮 | 美術指導 |            |
| 2024     | 刺心切骨             | 美術指導 | 2022年製作 |

### 劇集 / 電視電影
| 播出年份 | 作品名稱           | 職務     |
| -------- | ------------------ | -------- |
| 2015     | 三角犯罪           | 美術指導 |
| 2016     | 植劇場—戀愛沙塵暴  | 美術執行 |
| 2016     | 滾石愛情故事       | 陳設執行 |
| 2017     | 林投記             | 美術總監 |
| 2018     | 靈佔               | 美術指導 |
| 2018     | 雙城故事           | 美術指導 |
| 2019     | 靈異街11號         | 美術指導 |
| 2019     | 極道千金           | 美術指導 |
| 2020     | 訪客               | 美術指導 |
| 2020     | 陽光電台不打烊     | 美術指導 |
| 2020     | 76号恐怖書店       | 美術指導 |
| 2021     | 火神的眼淚         | 美術指導 |
| 2021     | 我願意             | 美術指導 |
| 2022     | 台北女子圖鑑       | 美術指導 |
| 2024     | 都市懼集           | 美術指導 |
| 2024     | 省省吧！我家富貴發 | 美術指導 |
| 2024     | 商魂               | 美術指導 |

## 獎項及提名
| 年份 | 頒獎典禮           | 獎項                                     | 入圍作品           | 結果 |
| 2021 | 第56屆金鐘獎       | 美術設計獎                               | 訪客               | 提名 |
| 2023 | 第58屆金鐘獎       | 戲劇類節目美術設計獎                     | 我願意             | 提名 |
| 2024 | 第59屆金鐘獎       | 戲劇類節目美術設計獎                     | 商魂               | 獲獎 |
| 2024 | 菲律賓奎松國際影展 | Artistic Achievement Award（藝術成就獎） | Pierce（刺心切骨） | 獲獎 |

## 備註
1. 1 2 3 4 5 6 7  按傳主個人網頁。

## 外部連結
- 鄭予舜在互联网电影资料库（IMDb）上的資料（英文）
- MovieCool影史庫資料-鄭予舜 （页面存档备份，存于）
- 台灣電影網-鄭予舜 （页面存档备份，存于）
- Marcus Zheng個人網頁 （页面存档备份，存于）